# Cincinnati Bengals 2019
La stagione 2019 dei Cincinnati Bengals è stata la 52ª della franchigia, la 50ª nella National Football League. Dopo 16 stagioni la squadra non fu più allenata da Marvin Lewis, sostituito da Zac Taylor.
Non solo la squadra non migliorò il record di 6–10 della stagione precedente ma perse anche tutte le prime 11 partite per la prima volta nella sua storia. Per tale motivo i Bengals furono la prima squadra eliminata dalla corsa ai playoff dopo la sconfitta contro gli Oakland Raiders nella settimana 11, portando la loro assenza nella post-season a quattro stagioni. I Bengals vinsero la prima partita nella settimana 13, quando batterono i New York Jets, 22–6. Con la sconfitta della settimana 16 contro i Miami Dolphins, la squadra ottenne la prima scelta assoluta nel Draft NFL 2020 per la prima volta dal 2003. La squadra terminò con un record di 2–14, il suo peggiore dal 2002.

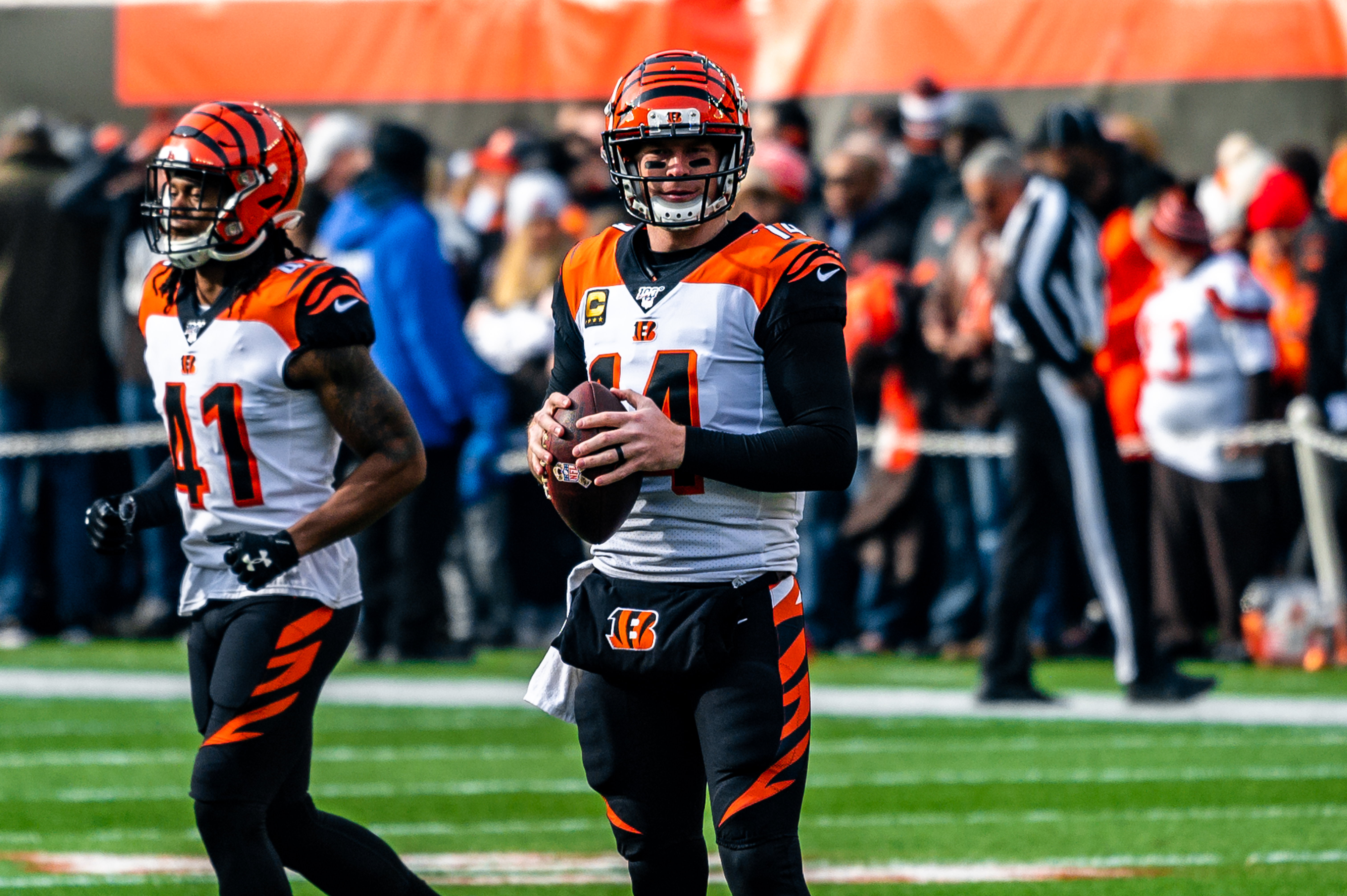
La partita dell'8 dicembre contro i Cleveland Browns

## Scelte nel Draft 2019
| Scelte dei Bengals nel Draft 2019 |        |                   |                  |                    |
| Giro                              | Scelta | Giocatore         | Ruolo            | College            |
| 1                                 | 11     | Jonah Williams    | Tackle           | Alabama            |
| 2                                 | 52     | Drew Sample       | Tight End        | Washington         |
| 3                                 | 72     | Germaine Pratt    | Linebacker       | NC State           |
| 4                                 | 104    | Ryan Finley       | Quarterback      | NC State           |
| 4                                 | 125    | Renell Wren       | Defensive Tackle | Arizona State      |
| 5                                 | 136    | Michael Jordan    | Center           | Ohio State         |
| 6                                 | 182    | Trayveon Williams | Running back     | Texas A&M          |
| 6*                                | 210    | Deshaun Davis     | Linebacker       | Auburn             |
| 6*                                | 211    | Rodney Anderson   | Running back     | Oklahoma           |
| 7                                 | 223    | Jordan Brown      | Cornerback       | South Dakota State |

## Staff
| Staff dei Cincinnati Bengals nel 2019 |
| --- |
| Organi dirigenziali - Presidente/General Manager – Mike Brown - Vice presidente esecutivo – Katie Blackburn - Vice presidente – Troy Blackburn - Vice presidente del personale – Paul Brown - Direttore del personale – Duke Tobin - Dirigente del personale – Bill Tobin - Direttore degli osservatori (College) – Mike Potts - Direttore degli osservatori (Pro) – Steven Radicivec Capo allenatore - Zac Taylor Altri allenatori - Preparatore atletico – Joey Boese - Assistente p.a. – Todd Hunt - Assistente p.a. – Garrett Swanson Allenatori dell'attacco - Coordinatore offensivo – Brian Callahan - Quarterback – Alex Van Pelt - Assistente quarterback – Dan Pitcher - Running back – Jemal Singleton - Wide receiver – Bob Bicknell - Tight end – James Casey - Offensive line – Jim Turner - Assistente offensive line – Ben Martin - Assistente attacco – Brad Kragthorpe Allenatori della difesa - Coordinatore difensivo – Lou Anarumo - Defensive line – Nick Eason - Linebacker – Tem Lukabu - Secondaria/cornerback – Daronte Jones - Secondaria/safety – Robert Livingston - Assistente difesa senior – Mark Duffner - Assistente difesa – Gerald Chatman - Controllo qualità difesa – Jordan Kovacs Allenatori dello special team - Coordinatore dello special team – Darrin Simmons - Assistente dello special team/Controllo qualità difesa – Brayden Coombs |

## Roster
| Roster dei Cincinnati Bengals nel 2019 |
| --- |
| Quarterback - 14 Andy Dalton - 7 Jake Dolegala - 5 Ryan Finley Running Back - 25 Giovani Bernard - 28 Joe Mixon - 32 Trayveon Williams - 34 Samaje Perine Wide Receiver - 83 Tyler Boyd - 16 Pharoh Cooper - 12 Alex Erickson - 18 A.J. Green - 11 John Ross - 19 Auden Tate - 15 Damion Willis Tight End - 82 Cethan Carter - 85 Tyler Eifert - 89 Drew Sample - 87 C.J. Uzomah Offensive Linemen - 70 O'Shea Dugas T - 77 Cordy Glenn T - 68 Bobby Hart T - 66 Trey Hopkins C - 60 Michael Jordan G - 67 John Miller G - 53 Billy Price C - 71 Andre Smith T Defensive Linemen - 97 Geno Atkins DT - 99 Andrew Billings DT - 93 Andrew Brown DE - 96 Carlos Dunlap DE - 98 Ryan Glasgow DT - 94 Sam Hubbard DE - 58 Carl Lawson DE - 91 Josh Tupou DT - 75 Jordan Willis DE - 95 Renell Wren DT - 72 Kerry Wynn DE Linebacker - 52 Preston Brown MLB - 50 Jordan Evans OLB - 57 Germaine Pratt OLB - 59 Nick Vigil OLB Defensive Back - 30 Jessie Bates III FS - 42 Clayton Fejedelem SS - 22 William Jackson III CB - 27 Dre Kirkpatrick CB - 29 Tony McRae CB - 23 Darius Phillips CB - 24 B.W. Webb CB - 36 Shawn Williams SS - 40 Brandon Wilson FS Special Team - 4 Randy Bullock K - 46 Clark Harris LS - 10 Kevin Huber P Lista delle riserve - 33 Rodney Anderson RB (IR) - 21 Darqueze Dennard CB (PUP) - 6 Jeff Driskel QB (IR) - -- Javarius Leamon OT (Did Not Report) - 62 Alex Redmond G (Sospeso) - 69 Niles Scott DT (IR) - 73 Jonah Williams T (PUP) Squadra di allenamento - 49 Moritz Böhringer TE - 38 Anthony Chesley CB - 44 Noah Dawkins LB - 31 Jordan Ellis RB - 88 Jordan Franks TE - 41 Trayvon Henderson FS - 8 Stanley Morgan Jr. WR - 86 Mason Schreck TE - 74 Keaton Sutherland T 53 attivi, 7 inattivi, 9 nella squadra di allenamento |
| Legenda - I rookie sono in corsivo. - Il primo ruolo è il principale mentre gli eventuali successivi indicano i ruoli secondari. - (IR) sta per Injured Reserve ed indica la lista ristretta per un solo giocatore infortunato che può tornare ad allenarsi dopo la settimana 6 e a rientrare in prima squadra dopo che questa ha giocato 8 partite. - (NF-Inj.) / (NF-Ill.) stanno rispettivamente per Non-Football Injured e Non-Football Illness ed indicano le liste dove viene inserito un giocatore che ha un infortunio o una malattia non dipendente dal football americano. - (PUP) sta per Physically Unable to Perform ed indica la lista dove viene inserito un giocatore mentre è in attesa di recuperare la condizione fisica. Nella stagione regolare dopo la sesta partita giocata dalla propria squadra, il giocatore ha tempo tre settimane per riprendere ad allenarsi, più tre settimane aggiuntive dal suo rientro agli allenamenti per rientrare in prima squadra. |

## Calendario
| Stagione regolare |                    |                        |                    |                    |                      |                    |
| Turno             | Data               | Avversario             | Risultato          | Record             | Stadio               | Sintesi            |
| 1                 | 8 settembre        | at Seattle Seahawks    | S 20–21            | 0–1                | CenturyLink Field    | Recap              |
| 2                 | 15 settembre       | San Francisco 49ers    | S 17–41            | 0–2                | Paul Brown Stadium   | Recap              |
| 3                 | 22 settembre       | at Buffalo Bills       | S 17–21            | 0–3                | New Era Field        | Recap              |
| 4                 | 30 settembre       | at Pittsburgh Steelers | S 3–27             | 0–4                | Heinz Field          | Recap              |
| 5                 | 6 ottobre          | Arizona Cardinals      | S 23–26            | 0–5                | Paul Brown Stadium   | Recap              |
| 6                 | 13 ottobre         | at Baltimore Ravens    | S 17–23            | 0–6                | M&T Bank Stadium     | Recap              |
| 7                 | 20 ottobre         | Jacksonville Jaguars   | S 17–27            | 0–7                | Paul Brown Stadium   | Recap              |
| 8                 | 27 ottobre         | at Los Angeles Rams    | S 10–24            | 0–8                | Wembley Stadium      | Recap              |
| 9                 | Settimana di pausa | Settimana di pausa     | Settimana di pausa | Settimana di pausa | Settimana di pausa   | Settimana di pausa |
| 10                | 10 novembre        | Baltimore Ravens       | S 13–49            | 0–9                | Paul Brown Stadium   | Recap              |
| 11                | 17 novembre        | at Oakland Raiders     | S 10–17            | 0–10               | RingCentral Coliseum | Recap              |
| 12                | 24 novembre        | Pittsburgh Steelers    | S 10–16            | 0–11               | Paul Brown Stadium   | Recap              |
| 13                | 1º dicembre        | New York Jets          | V 22–6             | 1–11               | Paul Brown Stadium   | Recap              |
| 14                | 8 dicembre         | at Cleveland Browns    | S 19–27            | 1–12               | FirstEnergy Stadium  | Recap              |
| 15                | 15 dicembre        | New England Patriots   | S 13–34            | 1–13               | Paul Brown Stadium   | Recap              |
| 16                | 22 dicembre        | at Miami Dolphins      | S 35–38 (dts)      | 1–14               | Hard Rock Stadium    | Recap              |
| 17                | 29 dicembre        | Cleveland Browns       | V 33–23            | 2–14               | Paul Brown Stadium   | Recap              |

Nota: Gli avversari della propria division sono in grassetto.

## Classifiche

### Division
| AFC North           | AFC North | AFC North | AFC North | AFC North | AFC North | AFC North | AFC North | AFC North |
| vedi • disc. • mod. | V         | S         | P         | PCT       | DIV       | CONF      | PF        | PS        |
| ------------------- | --------- | --------- | --------- | --------- | --------- | --------- | --------- | --------- |
| Baltimore Ravens    | 6         | 2         | 0         | .750      | 2–1       | 4-2       | 251       | 176       |
| Pittsburgh Steelers | 4         | 4         | 0         | .500      | 1-1       | 4-2       | 176       | 169       |
| Cleveland Browns    | 2         | 6         | 0         | .250      | 1–0       | 2-3       | 152       | 205       |
| Cincinnati Bengals  | 0         | 8         | 0         | .000      | 0–2       | 0-4       | 124       | 210       |
|                     |           |           |           |           |           |           |           |           |
|                     |           |           |           |           |           |           |           |           |

### Conference
| American Football Conference           | American Football Conference | American Football Conference | American Football Conference | American Football Conference | American Football Conference | American Football Conference | American Football Conference | American Football Conference | American Football Conference | American Football Conference |
| Pos.                                   | Squadra                      | Division                     | V                            | S                            | P                            | PCT                          | DIV                          | CONF                         | SOS                          | SOV                          |
| Capolista di Division                  | Capolista di Division        | Capolista di Division        | Capolista di Division        | Capolista di Division        | Capolista di Division        | Capolista di Division        | Capolista di Division        | Capolista di Division        | Capolista di Division        | Capolista di Division        |
| -------------------------------------- | ---------------------------- | ---------------------------- | ---------------------------- | ---------------------------- | ---------------------------- | ---------------------------- | ---------------------------- | ---------------------------- | ---------------------------- | ---------------------------- |
| 1                                      | Baltimore Ravens             | North                        | 14                           | 2                            | 0                            | .875                         | 5–1                          | 10–2                         | .400                         | .356                         |
| 2                                      | Kansas City Chiefs           | West                         | 12                           | 4                            | 0                            | .750                         | 6–0                          | 9–3                          | .436                         | .414                         |
| 3                                      | New England Patriots         | East                         | 12                           | 4                            | 0                            | .750                         | 5-1                          | 8-4                          | .549                         | .507                         |
| 4                                      | Houston Texans               | South                        | 10                           | 6                            | 0                            | .625                         | 4-2                          | 8-4                          | .441                         | .459                         |
| Wild Card                              |                              |                              |                              |                              |                              |                              |                              |                              |                              |                              |
| 5                                      | Buffalo Bills                | East                         | 10                           | 6                            | 0                            | .625                         | 3-3                          | 7-5                          | .330                         | .214                         |
| 6                                      | Tennessee Titans             | South                        | 9                            | 7                            | 0                            | .563                         | 3-3                          | 7-5                          | .539                         | .452                         |
| In corsa per i play-off                |                              |                              |                              |                              |                              |                              |                              |                              |                              |                              |
| 7                                      | Pittsburgh Steelers          | North                        | 8                            | 8                            | 0                            | .500                         | 3-3                          | 6-6                          | .481                         | .336                         |
| 8                                      | Denver Broncos               | West                         | 7                            | 9                            | 0                            | .438                         | 3-3                          | 6-6                          | .554                         | .353                         |
| 9                                      | Oakland Raiders              | West                         | 7                            | 9                            | 0                            | .438                         | 3-3                          | 5-7                          | .451                         | .404                         |
| 10                                     | Indianapolis Colts           | South                        | 7                            | 9                            | 0                            | .438                         | 3-3                          | 5-7                          | .630                         | .575                         |
| 11                                     | New York Jets                | East                         | 7                            | 9                            | 0                            | .438                         | 2-4                          | 4-8                          | .485                         | .275                         |
| 12                                     | Jacksonville Jaguars         | South                        | 6                            | 10                           | 0                            | .375                         | 2-4                          | 6-6                          | .500                         | .500                         |
| 13                                     | Cleveland Browns             | North                        | 6                            | 10                           | 0                            | .375                         | 3-3                          | 6-6                          | .544                         | .419                         |
| 14                                     | Los Angeles Chargers         | West                         | 5                            | 11                           | 0                            | .313                         | 0-6                          | 3-9                          | .490                         | .300                         |
| 15                                     | Miami Dolphins               | East                         | 5                            | 11                           | 0                            | .313                         | 2-4                          | 4-8                          | .554                         | .450                         |
| 16                                     | Cincinnati Bengals           | North                        | 2                            | 14                           | 0                            | .125                         | 1-5                          | 2-10                         | .639                         | .000                         |
| Criteri di spareggio                   |                              |                              |                              |                              |                              |                              |                              |                              |                              |                              |
| 1.                                     |                              |                              |                              |                              |                              |                              |                              |                              |                              |                              |
| Legenda                                |                              |                              |                              |                              |                              |                              |                              |                              |                              |                              |
| w — wild card ottenuta                 |                              |                              |                              |                              |                              |                              |                              |                              |                              |                              |
| x — partecipazione ai playoff ottenuta |                              |                              |                              |                              |                              |                              |                              |                              |                              |                              |
| y — campioni di division               |                              |                              |                              |                              |                              |                              |                              |                              |                              |                              |
| z — salto del primo turno di play-off  |                              |                              |                              |                              |                              |                              |                              |                              |                              |                              |
| * — vantaggio del campo ottenuto       |                              |                              |                              |                              |                              |                              |                              |                              |                              |                              |

## Premi

### Premi settimanali e mensili
- Carlos Dunlap:

difensore della AFC della settimana 13